# Đỉnh tầng nhiệt
Đỉnh tầng nhiệt là ranh giới khí quyển của hệ thống năng lượng của Trái Đất, nằm ở trên cùng của tầng nhiệt. Nhiệt độ của đỉnh tầng nhiệt có thể dao động từ gần như tuyệt đối đến 987.548 °C (1.777.618 °F).
Bên dưới điều này, bầu khí quyển được xác định là hoạt động trên bức xạ nhận được, do sự hiện diện ngày càng tăng của các loại khí nặng hơn như oxy đơn nguyên. Do đó, hằng số mặt trời được thể hiện ở đỉnh tầng nhiệt. Ngoài (trên), tầng ngoài mô tả phần còn lại mỏng nhất của các hạt khí quyển với đường đi tự do trung bình lớn, chủ yếu là hydro và heli. Như một giới hạn cho tầng ngoài ranh giới này cũng được gọi là đỉnh tầng ngoài.
Độ cao chính xác thay đổi theo các đầu vào năng lượng của vị trí, thời gian trong ngày, thông lượng mặt trời, mùa, v.v. và có thể ở giữa độ cao 500 và 1.000 kilômét (310 và 620 mi) tại một địa điểm và thời gian nhất định vì những điều này. Một phần của từ quyển dưới tầng này ổn định.
Mặc dù đây đều là các tầng được đặt tên của bầu khí quyển, áp lực không đáng kể đến mức các định nghĩa được sử dụng chủ yếu của không gian bên ngoài thực sự nằm dưới độ cao này. Các vệ tinh trên quỹ đạo không trải qua quá trình đốt nóng khí quyển đáng kể, nhưng quỹ đạo của chúng bị phân rã theo thời gian, tùy thuộc vào độ cao quỹ đạo. Các nhiệm vụ không gian như ISS, tàu con thoi và Soyuz hoạt động dưới tầng này.